# Diskografie Why Don't We
Toto je seznam vydané diskografie americké chlapecké skupiny Why Don't We.

## Alba
| 8 Letters                                                                               | - Vydáno: 31. srpna 2018 - Vydavatelství: Atlantic | 9 | 10 | 21 | 15 | 12 | 17 | 38 | —  | 87 | 25 | - US: 37,000 - JPN: 1,107 |
| The Good Times and the Bad Ones                                                         | - Vydáno: 15. ledna 2021 - Vydavatelství: Atlantic | 3 | 2  | 18 | 19 | 5  | 16 | —  | 12 | 10 | 5  | - US: 38,000              |
| "—" značí, že se nahrávka neumístila v hitparádách nebo v tomto území ani nebyla vydána |                                                    |   |    |    |    |    |    |    |    |    |    |                           |

## Extended play
| Only the Beginning                                                                      | - Vydáno: 25. listopadu 2016 - Vydavatelství: Signature | —   | 5 | — |
| Something Different                                                                     | - Vydáno: 21. dubna 2017 - Vydavatelství: Signature     | —   | 6 | — |
| Why Don't We Just                                                                       | - Vydáno: 2. června 2017 - Vydavatelství: Signature     | —   | 2 | — |
| Invitation                                                                              | - Vydáno: 26. září 2017 - Vydavatelství: Signature      | 113 | 2 | 7 |
| A Why Don't We Christmas                                                                | - Vydáno: 23. listopadu 2017 - Vydavatelství: Signature | —   | 1 | — |
| Spotify Singles                                                                         | - Vydáno: 24. října 2018 - Vydavatelství: Atlantic      | —   | — | — |
| "—" značí, že se nahrávka neumístila v hitparádách nebo v tomto území ani nebyla vydána |                                                         |     |   |   |

## Singly

### Jako hlavní umělec
| Název                                                                                   | Rok  | Umístění v hitparádách | Umístění v hitparádách | Umístění v hitparádách | Umístění v hitparádách | Umístění v hitparádách | Umístění v hitparádách | Umístění v hitparádách | Umístění v hitparádách | Umístění v hitparádách | Certifikace                                               | Album                           |
| Název                                                                                   | Rok  | US                     | US Pop                 | AUS                    | CAN                    | MYS                    | NZ                     | SGP                    | SWE                    | UK                     | Certifikace                                               | Album                           |
| --------------------------------------------------------------------------------------- | ---- | ---------------------- | ---------------------- | ---------------------- | ---------------------- | ---------------------- | ---------------------- | ---------------------- | ---------------------- | ---------------------- | --------------------------------------------------------- | ------------------------------- |
| "Taking You"                                                                            | 2016 | —                      | —                      | —                      | —                      | —                      | —                      | —                      | —                      | —                      |                                                           | Only the Beginning              |
| "Nobody Gotta Know"                                                                     | 2016 | —                      | —                      | —                      | —                      | —                      | —                      | —                      | —                      | —                      |                                                           | Only the Beginning              |
| "Just to See You Smile"                                                                 | 2016 | —                      | —                      | —                      | —                      | —                      | —                      | —                      | —                      | —                      |                                                           | Only the Beginning              |
| "On My Way"                                                                             | 2016 | —                      | —                      | —                      | —                      | —                      | —                      | —                      | —                      | —                      |                                                           | Only the Beginning              |
| "Perfect"                                                                               | 2016 | —                      | —                      | —                      | —                      | —                      | —                      | —                      | —                      | —                      |                                                           | Only the Beginning              |
| "Free"                                                                                  | 2016 | —                      | —                      | —                      | —                      | —                      | —                      | —                      | —                      | —                      |                                                           | Only the Beginning              |
| "You and Me at Christmas"                                                               | 2016 | —                      | —                      | —                      | —                      | —                      | —                      | —                      | —                      | —                      |                                                           | A Why Don't We Christmas        |
| "Something Different"                                                                   | 2017 | —                      | 33                     | —                      | —                      | —                      | —                      | —                      | —                      | —                      |                                                           | Something Different             |
| "Tell Me"                                                                               | 2017 | —                      | —                      | —                      | —                      | —                      | —                      | —                      | —                      | —                      |                                                           | Something Different             |
| "Made For"                                                                              | 2017 | —                      | —                      | —                      | —                      | —                      | —                      | —                      | —                      | —                      |                                                           | Something Different             |
| "Why Don't We Just"                                                                     | 2017 | —                      | —                      | —                      | —                      | —                      | —                      | —                      | —                      | —                      |                                                           | Why Don't We Just               |
| "These Girls"                                                                           | 2017 | —                      | —                      | —                      | 82                     | —                      | —                      | —                      | —                      | —                      |                                                           | 8 Letters                       |
| "Trust Fund Baby"                                                                       | 2018 | —                      | 30                     | —                      | —                      | —                      | —                      | —                      | —                      | —                      | - MC: Gold - RIAA: Gold                                   | 8 Letters                       |
| "Hooked"                                                                                | 2018 | —                      | —                      | —                      | —                      | —                      | —                      | —                      | —                      | —                      | - ARIA: Gold - MC: Gold                                   | 8 Letters                       |
| "Talk"                                                                                  | 2018 | —                      | —                      | —                      | —                      | —                      | —                      | —                      | —                      | —                      |                                                           | 8 Letters                       |
| "8 Letters"                                                                             | 2018 | —                      | 24                     | —                      | —                      | 5                      | —                      | 3                      | —                      | —                      | - RIAA: Platinum - MC: Platinum - RMNZ: Gold              | 8 Letters                       |
| "Big Plans"                                                                             | 2019 | —                      | —                      | —                      | —                      | 19                     | —                      | 15                     | —                      | —                      | - RIAA: Gold - ARIA: Platinum - MC: Platinum - RMNZ: Gold | Singly bez alb                  |
| "Cold in LA"                                                                            | 2019 | —                      | —                      | —                      | —                      | —                      | —                      | —                      | —                      | —                      |                                                           | Singly bez alb                  |
| "I Don't Belong in This Club" (s Macklemore)                                            | 2019 | —                      | —                      | 80                     | —                      | —                      | 25                     | —                      | 87                     | —                      | - RIAA: Gold - RMNZ: Platinum                             | Singly bez alb                  |
| "Unbelievable"                                                                          | 2019 | —                      | —                      | —                      | —                      | —                      | —                      | —                      | —                      | —                      | - MC: Gold - RMNZ: Gold                                   | Singly bez alb                  |
| "Come to Brazil"                                                                        | 2019 | —                      | —                      | —                      | —                      | —                      | —                      | —                      | —                      | —                      |                                                           | Singly bez alb                  |
| "I Still Do"                                                                            | 2019 | —                      | —                      | —                      | —                      | —                      | —                      | —                      | —                      | —                      |                                                           | Singly bez alb                  |
| "What Am I"                                                                             | 2019 | —                      | 22                     | —                      | —                      | —                      | —                      | 20                     | —                      | —                      | - RIAA: Gold - ARIA: Platinum - MC: Platinum - RMNZ: Gold | Singly bez alb                  |
| "Mad at You"                                                                            | 2019 | —                      | —                      | —                      | —                      | —                      | —                      | —                      | —                      | —                      |                                                           | Singly bez alb                  |
| "With You This Christmas"                                                               | 2019 | —                      | —                      | —                      | —                      | —                      | —                      | —                      | —                      | —                      |                                                           | Singly bez alb                  |
| "Chills"                                                                                | 2019 | —                      | —                      | —                      | —                      | —                      | —                      | —                      | —                      | —                      |                                                           | Singly bez alb                  |
| "Fallin' (Adrenaline)"                                                                  | 2020 | 37                     | 22                     | —                      | —                      | —                      | —                      | —                      | —                      | —                      | - RIAA: Gold - ARIA: Gold - RMNZ: Platinum                | The Good Times and the Bad Ones |
| "Lotus Inn"                                                                             | 2020 | —                      | —                      | —                      | —                      | —                      | —                      | —                      | —                      | —                      |                                                           | The Good Times and the Bad Ones |
| "Slow Down"                                                                             | 2020 | —                      | —                      | —                      | —                      | —                      | —                      | —                      | —                      | —                      |                                                           | The Good Times and the Bad Ones |
| "Love Back"                                                                             | 2021 | —                      | —                      | —                      | —                      | —                      | —                      | —                      | —                      | —                      |                                                           | Singly bez alb                  |
| "Mistletoe"                                                                             | 2021 | —                      | —                      | —                      | —                      | —                      | —                      | —                      | —                      | —                      |                                                           | Singly bez alb                  |
| "Don't Wake Me Up" (s Jonas Blue)                                                       | 2022 | —                      | —                      | —                      | —                      | —                      | —                      | —                      | —                      | 79                     |                                                           | Together                        |
| "Let Me Down Easy (Lie)"                                                                | 2022 | —                      | —                      | —                      | —                      | —                      | —                      | —                      | —                      | —                      |                                                           | Singly bez alb                  |
| "Just Friends"                                                                          | 2022 | —                      | —                      | —                      | —                      | —                      | —                      | —                      | —                      | —                      |                                                           | Singly bez alb                  |
| "How Do You Love Somebody"                                                              | 2022 | —                      | —                      | —                      | —                      | —                      | —                      | —                      | —                      | —                      |                                                           | Singly bez alb                  |
| "—" značí, že se nahrávka neumístila v hitparádách nebo v tomto území ani nebyla vydána |      |                        |                        |                        |                        |                        |                        |                        |                        |                        |                                                           |                                 |

### Jako vedlejší umělec
| Název                                              | Rok  | Umístění v hitparádách | Umístění v hitparádách | Certifikace                 | Album         |
| Název                                              | Rok  | US Bub.                | AUS                    | Certifikace                 | Album         |
| -------------------------------------------------- | ---- | ---------------------- | ---------------------- | --------------------------- | ------------- |
| "Help Me Help You" (Logan Paul feat. Why Don't We) | 2017 | 5                      | 90                     | - RIAA: Platinum - MC: Gold | Singl bez alb |

### Promotional singles
| Title                                                   | Year | Album               |
| ------------------------------------------------------- | ---- | ------------------- |
| "The Fall of Jake Paul" (Logan Paul feat. Why Don't We) | 2017 | Promo singl bez alb |
| "Words I Didn't Say"                                    | 2017 | Invitation          |
| "Feliz Navidad"                                         | 2018 | Promo singl bez alb |
| "Don't Change"                                          | 2019 | UglyDolls           |

## Další umístěné písně
| Název        | Rok  | Umístění v hitparádě | Album                           |
| Název        | Rok  | NZ Hot               | Album                           |
| ------------ | ---- | -------------------- | ------------------------------- |
| "Be Myself"  | 2021 | 40                   | The Good Times and the Bad Ones |
| "Love Song"  | 2021 | 36                   | The Good Times and the Bad Ones |
| "Grey"       | 2021 | 18                   | The Good Times and the Bad Ones |
| "Look at Me" | 2021 | 37                   | The Good Times and the Bad Ones |

## Videoklipy
| Název                         | Rok  | Další umělec | Režisér                        | Reference |
| ----------------------------- | ---- | ------------ | ------------------------------ | --------- |
| "Taking You"                  | 2016 | žádné        | Steven Taylor                  | [ 61 ]    |
| "Nobody Gotta Know"           | 2017 | žádné        | Logan Paul                     | [ 62 ]    |
| "Something Different"         | 2017 | žádné        | Logan Paul                     | [ 63 ]    |
| "Help Me Help You"            | 2017 | Logan Paul   | Logan Paul                     | [ 64 ]    |
| "The Fall of Jake Paul"       | 2017 | Logan Paul   | Sebastian A. Guerra            | [ 65 ]    |
| "These Girls"                 | 2017 | žádné        | Eli Sokhn & Logan Paul         | [ 66 ]    |
| "Trust Fund Baby"             | 2018 | žádné        | Jason Koenig                   | [ 67 ]    |
| "Hooked"                      | 2018 | žádné        | Eli Sokhn                      | [ 68 ]    |
| "Talk"                        | 2018 | žádné        | Eli Sokhn                      | [ 69 ]    |
| "8 Letters"                   | 2018 | žádné        | Eli Sokhn                      | [ 70 ]    |
| "Big Plans"                   | 2019 | žádné        | Henry Lipatov                  | [ 71 ]    |
| "Cold in LA"                  | 2019 | žádné        | David Loeffler & Henry Lipatov | [ 72 ]    |
| "I Don't Belong in This Club" | 2019 | Macklemore   | Jason Koenig                   | [ 73 ]    |
| "Don't Change"                | 2019 | žádné        | David Loeffler & Henry Lipatov | [ 74 ]    |
| "Unbelievable"                | 2019 | žádné        | David Loeffler & Henry Lipatov | [ 75 ]    |
| "What Am I"                   | 2019 | žádné        | Andy Hines                     | [ 76 ]    |
| "Chills"                      | 2020 | žádné        | Evan Hara                      | [ 77 ]    |
| "Fallin' (Adrenaline)"        | 2020 | žádné        | Isaac Rentz                    | [ 78 ]    |
| "Lotus Inn"                   | 2020 | žádné        | Dillon Dowdell                 | [ 79 ]    |
| "Slow Down"                   | 2020 | žádné        |                                | [ 80 ]    |
| "Love Back"                   | 2021 | žádné        | Dillon Dowdell                 | [ 81 ]    |
| "Don't Wake Me Up"            | 2022 | Jonas Blue   | Isaac Rentz                    | [ 82 ]    |
| "Let Me Down Easy" (Lie)      | 2022 | žádné        | Antony Muse                    | [ 83 ]    |
| "Just Friends"                | 2022 | žádné        | Antony Muse                    | [ 84 ]    |
| "How Do You Love Somebody"    | 2022 | žádné        | Antony Muse                    | [ 85 ]    |